# Radio Disney
Radio Disney foi uma rede de rádio americana operada pela unidade Disney Radio Networks da Disney Branded Television dentro do Disney General Entertainment Content, com sede em Burbank, Califórnia.
A rede transmitia uma programação musical voltada para crianças, pré-adolescentes e adolescentes, focando principalmente na música de sucesso atual e com forte ênfase em ídolos adolescentes (principalmente aqueles assinados com gravadoras do Disney Music Group, como Hollywood e Walt Disney); em comparação com a maioria das estações CHR, a Radio Disney era muito mais agressiva ao tocar apenas os sucessos atuais e evitar a rotação recorrente.
Por muitos anos, a Radio Disney se afiliou a estações em mercados de tamanhos variados, principalmente mercados de grande e médio porte; no entanto, no início de 2010, a Disney começou a eliminar gradualmente as afiliações da rede com estações de rádio terrestres e vendeu suas estações de rádio Disney próprias e operadas (com exceção da KDIS em Los Angeles) para terceiros, a fim de concentrar-se mais em sua programação, marketing, criação de eventos geradores de receita e distribuição da Radio Disney como uma estação de rádio via internet em plataformas digitais.
Em 2015, a Radio Disney fez parceria com a iBiquity para distribuir a rede terrestre por meio de sua plataforma HD Radio e com a iHeartRadio para distribuição digital adicional. No mesmo ano, a Radio Disney lançou um serviço spin-off, Radio Disney Country, que trazia um formato de música country voltado para um público semelhante; em 2017, este serviço substituiu o serviço principal da Radio Disney no KDIS, que foi renomeado para KRDC. A rede também emprestou seu nome ao Radio Disney Music Awards, uma apresentação anual de premiação de música transmitida na televisão desde 2014 pelo Disney Channel.
Em 3 de dezembro de 2020, a Disney anunciou que a Radio Disney e a Radio Disney Country seriam fechadas no primeiro trimestre de 2021. Em 14 de abril de 2021, a Radio Disney cessou a transmissão quando sua última estação terrestre restante, KRDC em Los Angeles, foi discretamente alterada para uma transmissão simultânea da KSPN 710 AM, uma frequência da ESPN Radio.

## Antecedentes
A Disney esteve por muito tempo envolvida no negócio da música, construindo seu sucesso em filmes e programas de TV, que mais tarde se tornou o Disney Music Group. Porém, com o rádio, a Disney não se preocupou com o meio apenas fazendo alguns shows. Radio Disney é a terceira incursão da Disney no rádio. No final de 1955, Walt Disney iniciou o programa de rádio The Magic Kingdom, exibido de segunda a sexta-feira e que era ouvido na ABC Radio. Mesmo antes da fusão Disney-CC/ABC em 1996, a Disney e a ABC Radio consideraram, já em 1991, o planejamento de uma rede de rádio infantil, mas desistiram da ideia. A partir de 31 de julho de 1994, a Disney iniciou um programa de rádio de fim de semana, Live From Walt Disney World, que se originou da Disney World e da Disneyland na Rádio AAHS.
Em novembro de 1995, a ABC Radio Networks e a Children's Broadcast Corp. chegaram a um acordo com a ABC Radio para fornecer marketing e vendas para a Radio AAHS. Após a aquisição da CC/ABC pela Disney, a Disney fez com que a ABC Radio cancelasse o contrato em agosto de 1996, além de anunciar o início de sua própria rede infantil e encerrar os direitos de transmissão da Disney World da AAHS.

## História
A rádio foi ao ar pela primeira vez em 18 de Novembro de 1996 (coincidindo com o aniversário de Mickey Mouse) às 5:58 A.M. EST, com a canção "Get Ready for This". De início, sua transmissão era para à faixa de 12 anos, porém no ano 2000 esta faixa passou para os 14 anos. Em 2002, Radio Disney começa a transmitir as músicas das atrizes/cantoras do Disney Channel, como Hilary Duff e Raven Symoné. No mesmo ano, visando prestigiar os grandes cantores do momento, é criado o "Radio Disney Music Awards".
2006 marcou o ano do 10º aniversário da emissora de rádio. Como parte dessa comemoração, foi programado o show "Totally 10 Birthday Concert" que ocorreu em 22 de julho de 2006 no Honda Center, Arrowhead Pond em Anaheim (California)., incluindo transmissão ao vivo pelo site da rádio. Um segundo show foi feito em Dallas, Texas, em 18 de novembro de 2006, no Dallas Convention Center.
Em Fevereiro, a Walt Disney Company anunciou que iria manter a Rádio Disney em sua propriedade, mas passaria a pertencer ao Cable Networks Group. Esta unidade cuida das rádios da empresa, exceto a ESPN.
Já em Abril de 2007, a Rádio Disney passa por mudanças, uma delas é o abandono do slongan "Ears (Orelhas)" (do seu primeiro slogan, "Estamos todos os ouvidos!") a mudança de seu número de telefone, mensagem de voz, e do programa infantil Playhouse Disney. O número foi originalmente divulgado em voz alta como 1-8-8-8, E-A-R-S, 0-1-8, em seguida, todos os DJs lê-lo como 1-888-327-7018; agora, todos os DJs lê-lo como 1-877-870-5678.
No ano passado foram adicionadas novas músicas a programação e este ano pretende-se iniciar transmissões de programas em HD Radio.

## Slogans
- "Music and Prizes That Rock!" (algo como "Músicas e Prêmicos radicais!") (2000–2001)
- "Your Music, Your Way!" (Algo como "Sua Música, Seu Jeito!") (2001–presente)

## Radio Disney Jams
Uma coletânea de CDs que contam com os maiores sucessos da Rádio:

### Série Jams
| Nome                      | Data de Lançamento      | Chart No.                                   |
| ------------------------- | ----------------------- | ------------------------------------------- |
| Radio Disney: Kid Jams    | 16 de Março de 1999     | N/A                                         |
| Radio Disney Jams, Vol. 2 | 29 de Fevereiro de 2000 | Billboard 200 (#92) Top Kid Audio (#1)      |
| Radio Disney Jams, Vol.3  | 13 de Fevereiro de 2001 | Billboard Top 200 (#102) Top Kid Audio (#1) |
| Radio Disney Jams, Vol.4  | 25 de Setembro de 2001  | Billboard Top 200 (#169) Top Kid Audio (#1) |
| Radio Disney Jams, Vol. 5 | 10 de Setembro de 2002  | Billboard Top 200 (#122) Top Kid Audio (#2) |
| Radio Disney Jams, Vol. 6 | 9 de Setembro de 2003   | Billboard Top 200 (#105) Top Kid Audio (#3) |
| Radio Disney Jams, Vol. 7 | 22 de Março de 2005     | Billboard Top 200 (#57) Top Kid Audio (#3)  |
| Radio Disney Jams Vol. 8  | 31 de Janeiro de 2006   | Billboard Top 200 (#70) Top Kid Audio (#2)  |
| Radio Disney Jams Vol. 9  | 13 de Março de 2007     | Billboard 200 (#56)                         |
| Radio Disney Jams Vol. 10 | 22 de Janeiro de 2008   | Billboard 200 (#18) Top Kid 2009 (#16)      |
| Radio Disney Jams Vol. 11 | 27 de Janeiro de 2009   | N/A                                         |

### Holiday Jams
| Nome                        | Data de Lançamento    | Chart No.                                   |
| --------------------------- | --------------------- | ------------------------------------------- |
| Radio Disney Holiday Jams   | 31 de Outubro de 2000 | N/A                                         |
| Radio Disney Holiday Jams 2 | 15 de Outubro de 2002 | N/A                                         |
| Radio Disney Jingle Jams    | 12 de Outubro de 2004 | Billboard Top 200 (#138) Top Kid Audio (#4) |
| Radio Disney Jingle Jams    | 11 de Outubro de 2005 | Top Kid Audio (#18)                         |

### Especiais
| Naome                       | Data de Lançamento    | Chart No.                                                             |
| --------------------------- | --------------------- | --------------------------------------------------------------------- |
| Radio Disney's Pop Dreamers | 20 de Agosto de 2002  | N/A                                                                   |
| Radio Disney Ultimate Jams  | 6 de Abril de 2004    | Billboard Top 200 (#75) Top Kid Audio (#4) Top Internet Albums (#182) |
| Radio Disney: Move It!      | 2 de Agosto de 2005   | N/A                                                                   |
| Radio Disney: Party Jams    | 10 de Outubro de 2006 | N/A                                                                   |

## Internacional
Internacionalmente, há estações da Radio Disney na Austrália, Chile, Japão, Polônia, Argentina, Paraguai, Nicarágua, Guatemala, Uruguai, Costa Rica, Panamá, República Dominicana, México e Peru. Existem planos para retomar a transmissão de uma estação de rádio com a marca Disney no Reino Unido, mas desta vez sob a marca 'Radio Disney', voltada para um público mais jovem do que sua antecessora no Reino Unido. Em 21 de outubro de 2010, a Rádio Disney foi lançada no Brasil. De 1 de outubro de 2013 a 28 de julho de 2022, a Radio Disney estava disponível na Rússia via Disney.ru. Planejava-se transmitir nas Filipinas e na Suécia em um futuro próximo.

### América Latina
A Radio Disney está disponível na América Latina via transmissão terrestre. Semelhante à Radio Disney nos Estados Unidos, transmite em espanhol para Argentina, Bolívia, Chile, Nicarágua, Equador, Guatemala, Paraguai, Uruguai, República Dominicana, Panamá, Costa Rica, México, Peru e em português para o Brasil. A Radio Disney América Latina é uma operação separada e não será afetada pela decisão de fechar a Radio Disney nos Estados Unidos.

### Europa
A Radio Disney planejou começar a transmitir na plataforma de rádio digital no Reino Unido até o final de 2008. Em 6 de julho de 2007, a Ofcom, regulador de comunicações do Reino Unido, anunciou que o 4 Digital Group, um consórcio liderado pelo Channel 4 e que inclui Emap, UTV, British Sky Broadcasting, Global Radio, Carphone Warehouse e UBC, havia sido premiado uma licença para administrar um novo multiplex de rádio digital que incluiria a Radio Disney como uma das dez novas estações de rádio nacionais. Em 10 de outubro de 2008, o Channel 4 retirou os planos de lançar o 4 Digital, acabando com a probabilidade de lançamento da Radio Disney no serviço.
Uma estação semelhante, Capital Disney, começou a transmitir em 2002 na rede de rádio digital DAB, na Sky Digital (Digital Satellite) e em vários provedores de televisão digital a cabo no Reino Unido. A estação era uma joint venture entre o Capital Radio Group do Reino Unido e a Disney. A ideia é usar a experiência de programação da Capital Radio para ajudar a Disney a lançar uma estação de rádio no Reino Unido. No início de 2007, tanto a Capital Radio (agora chamada GCap Media) quanto a Disney concordaram em perseguir objetivos diferentes e, como resultado, a Capital Disney fechou em 29 de junho de 2007.